# Saskatchewan Highway 928
Highway 928 je silnice v kanadské provincii Saskatchewanu. Vede od silnice Highway 120 k cestě nazývané Harding Road v blízkosti provinčního parku Narrow Hills Provincial Park. Je asi 10 km (6 mil) dlouhá.